# Vieux-Fourneau
Vieux-Fourneau est un hameau ardennais du village d'Izier dans la province de Luxembourg, en Belgique. Administrativement il fait aujourd'hui partie de la commune de Durbuy situé en Région wallonne. Avant la fusion des communes, il faisait partie de la commune d'Izier.

## Situation et description
Vieux-Fourneau est un hameau d'une douzaine d'habitations (principalement des fermettes en moellons de grès) bâties le long de la côte épousant le versant nord du ruisseau du Vieux-Fourneau.
Au sommet de la côte, le petit hameau de Malboutée se trouve près de la limite provinciale (province de Liège) et de la commune de Ferrières.